# Liturgusa peruviana
Liturgusa peruviana är en bönsyrseart som beskrevs av Giglio-tos 1915. Liturgusa peruviana ingår i släktet Liturgusa och familjen Liturgusidae. Inga underarter finns listade i Catalogue of Life.